# فقه الأولويات
فقه الأولويات أو فقه الموازنات هو مصطلح إسلامي حديث، يُعرَف بفقه مراتب الأعمال، حيث يفاضل بين الأعمال من حيث أيها أولى بالتقديم على غيرها.

## تعريفه
من تعريفات فقه الأولويات:
- وضع كل شيء في مرتبته. فلا يؤخر ما حقه التقديم أو يقدم ما حقه التأخير ولا يصغر الأمر الكبير ولا يكبر الأمر الصغير.[1]
- مجموعة الأسس والمعايير التي تضبط عملية الموازنة بين المصالح المتعارضة أو المفاسد المتعارضة مع المصالح ليتبين بذلك أي المصلحتين أرجح فتقدم على غيرها، وأي المفسدتين أعظم خطراً فيقدم درؤها كما يعرف به الغلبة لأي من المصلحة أو المفسدة -عند تعارضهما- ليحكم بناء على تلك الغلبة بصلاح ذلك الأمر أو فساده[2]

## مشروعيته

### مشروعيته من القرآن
- قال تعالى: ﴿أَجَعَلْتُمْ سِقَايَةَ الْحَاجِّ وَعِمَارَةَ الْمَسْجِدِ الْحَرَامِ كَمَنْ آمَنَ بِاللَّهِ وَالْيَوْمِ الْآخِرِ وَجَاهَدَ فِي سَبِيلِ اللَّهِ لَا يَسْتَوُونَ عِنْدَ اللَّهِ وَاللَّهُ لَا يَهْدِي الْقَوْمَ الظَّالِمِينَ ۝١٩﴾ سورة التوبة:19

وجه الدلالة: أن القرآن فاضل بين عملين وهما: سقاية الحاج والإيمان والجهاد، وقدم أحد الأعمال وفضلّه على الآخر وهو الإيمان والجهاد.
- قال تعالى: ﴿وَلَا تَسُبُّوا الَّذِينَ يَدْعُونَ مِنْ دُونِ اللَّهِ فَيَسُبُّوا اللَّهَ عَدْوًا بِغَيْرِ عِلْمٍ كَذَلِكَ زَيَّنَّا لِكُلِّ أُمَّةٍ عَمَلَهُمْ ثُمَّ إِلَى رَبِّهِمْ مَرْجِعُهُمْ فَيُنَبِّئُهُمْ بِمَا كَانُوا يَعْمَلُونَ ۝١٠٨﴾ سورة الأنعام:108

وجه الدلالة: إن الآية منعت من سب آلهة المشركين وتحقيرها، وهي مصلحة بلا شك، وتحفيز للناس إلى عدم عبادتها، حتى لا يسب المشركون المولى عز وجل، فكانت مفسدة سب الباري عز وجل أعظم من كل مصلحة فيها ذم لآلهة المشركين، وتحفيز الناس إلى عدم عبادتها.
يقول ابن كثير: «يقول تعالى ناهيا لرسوله ﷺ والمؤمنين عن سب آلهة المشركين، وإن كان فيه مصلحة، إلا أنه يترتب عليه مفسدة أعظم منها، وهي مقابلة المشركين بسب إله المؤمنين، وهو الله لا إله إلا هو.»
ويقول القرطبي: «وفيها دليل على أن المحق قد يكف عن حق له إذا أدى إلى ضرر يكون في الدين.»

### مشروعيته من السنة
لقد جاء في السنة النبوية عدد من الأحاديث الدالة على مشروعية فقه الأولويات منها:
- عن أبي هريرة: «قال رسول الله ﷺ: أفضل الصيام بعد شهر رمضان شهر الله المحرم. وإن أفضل الصلاة بعد المفروضة صلاة من الليل»
- عن عبد الله بن مسعود قال: «سألت النبي ﷺ أي العمل أحب إلى الله؟ قال: الصلاة على وقتها. قال: ثم أي؟ قال: ثم بر الوالدين. قل ثم أي؟ قال: الجهاد في سبيل الله»
- روى أن النبي قال - حين قال أحد المنافقين «أما والله لئن رجعنا إلى المدينة ليخرجنّ الأعز منها الأذلّ»- : «فَكَيْفَ يَا عُمَرْ إذَا تَحَدَّثَ النَّاسُ أَنَّ مُحَمَّدًا يَقْتُلُ أَصْحَابَهُ، لا وَلَكِنْ أَذَّنْ بالرَّحِيلِ»[6]
- عن أم المؤمنين عائشة بنت أبي بكر قالت: [7] «ما خير رسول الله ﷺ بين أمرين إلا أخذ أيسرهما ما لم يكن إثما، فإن كان إثما كان أبعد الناس منه.»

## أمثلة لفقه الأولويات والموازنات
- الفرائض أولى من النوافل والمستحبات.[8]
- طلب الأعلى أولى من طلب الأدنى،[1] لقوله تعالى: ﴿وَإِذْ قُلْتُمْ يَا مُوسَى لَنْ نَصْبِرَ عَلَى طَعَامٍ وَاحِدٍ فَادْعُ لَنَا رَبَّكَ يُخْرِجْ لَنَا مِمَّا تُنْبِتُ الْأَرْضُ مِنْ بَقْلِهَا وَقِثَّائِهَا وَفُومِهَا وَعَدَسِهَا وَبَصَلِهَا قَالَ أَتَسْتَبْدِلُونَ الَّذِي هُوَ أَدْنَى بِالَّذِي هُوَ خَيْرٌ اهْبِطُوا مِصْرًا فَإِنَّ لَكُمْ مَا سَأَلْتُمْ وَضُرِبَتْ عَلَيْهِمُ الذِّلَّةُ وَالْمَسْكَنَةُ وَبَاءُوا بِغَضَبٍ مِنَ اللَّهِ ذَلِكَ بِأَنَّهُمْ كَانُوا يَكْفُرُونَ بِآيَاتِ اللَّهِ وَيَقْتُلُونَ النَّبِيِّينَ بِغَيْرِ الْحَقِّ ذَلِكَ بِمَا عَصَوْا وَكَانُوا يَعْتَدُونَ ۝٦١﴾ سورة البقرة:61.
- الإخفاء في التطوعات أولى من الإظهار،[1] لقوله تعالى: ﴿إِنْ تُبْدُوا الصَّدَقَاتِ فَنِعِمَّا هِيَ وَإِنْ تُخْفُوهَا وَتُؤْتُوهَا الْفُقَرَاءَ فَهُوَ خَيْرٌ لَكُمْ وَيُكَفِّرُ عَنْكُمْ مِنْ سَيِّئَاتِكُمْ وَاللَّهُ بِمَا تَعْمَلُونَ خَبِيرٌ ۝٢٧١﴾ سورة البقرة:271.
- الأولوية للأعمال ذات الصبغة المستمرة على الأعمال المنقطعة أو المتقطعة، وبهذا يكون كل عمل يتعلق بإصلاح المجتمع ونفعه أفضل من العمل المقصور نفعه على صاحبه فقط.[9]
- العقيدة أولى بالتقديم من الشريعة،[1] فعن ابن عباس:[10] «أن رسول الله ﷺ لما بعث معاذا إلى اليمن قال: إنك تقدم على قوم أهل الكتاب، فليكن أول ما تدعوهم إليه عبادة الله. فإذا عرفوا الله فأخبرهم أن الله قد فرض عليهم خمس صلوات في يومهم وليلتهم فإذا فعلوا فأخبرهم أن الله فرض عليهم زكاة من أموالهم وترد على فقرائهم فإذا أطاعوا بها فخذ منهم وتوق كرائم أموال الناس»
- التيسير أولى من التعسير، فعن أم المؤمنين عائشة بنت أبي بكر قالت:[7] «ما خير رسول الله ﷺ بين أمرين إلا أخذ أيسرهما ما لم يكن إثما، فإن كان إثما كان أبعد الناس منه.».
- الصدقة حال الصحة أولى من الوصية،
- الأكثر مصلحة أولى بالتقديم من الأقل مصلحة، قال ابن القيم:[11] «وقاعدة الشرع والقدر تحصيل أعلى المصلحتين وإن فات أدناهما»
- الأكثر مفسدة أولى بالدرء من الأقل مفسدة، فعن أبي هريرة قال:[12] «قام أعرابي فبال في المسجد فتناوله الناس فقال لهم النبي ﷺ: "دعوه وهريقوا على بوله سجلاً من ماء - أو ذنوباً من ماء - فإنما بعثتم ميسرين ولم تبعثوا معسرين".»